# Karaté Kid 3
Pour les articles homonymes, voir Karaté Kid.
Série Karaté Kid
Karaté Kid : Le Moment de vérité 2
(1986) Miss Karaté Kid
(1994)
Pour plus de détails, voir Fiche technique et Distribution.
Karaté Kid 3 (The Karate Kid Part III) est un film américain réalisé John G. Avildsen, sorti en 1989. C'est le troisième film de la saga Karaté Kid.

## Synopsis
John Kreese, propriétaire du dojo Cobra Kai, a été vaincu par le vieux maître Miyagi. Humilié par cette défaite, il a perdu ses élèves et est aujourd'hui ruiné. Il demande alors de l'aide à son ami et richissime associé, le karatéka et homme d'affaires Terry Silver, qui lui promet une vengeance sur Miyagi et son jeune disciple, Daniel.
De retour d'Okinawa, Daniel et M. Miyagi découvrent que leur immeuble va être rasé. Pour éviter que son maître, qui était gardien de l'immeuble, ne se retrouve au chômage, Daniel décide d'investir l'argent de ses études dans un petit commerce. Les deux amis se recyclent ainsi avec succès dans la vente de bonsaïs. Daniel décide de ne pas défendre son titre au prochain tournoi. Cependant, John Kreese et son ami Silver ne sont pas de cet avis et ne tardent pas à troubler leur paisible existence.

## Fiche technique
Sauf indication contraire, les informations mentionnées dans cette section peuvent être confirmées par la base de données cinématographiques IMDb,  présente dans la section « Liens externes ».
- Titre original : The Karate Kid Part III
- Titre français : Karate Kid 3
- Titre québécois : Karaté kid III - Le moment de vérité III
- Réalisation : John G. Avildsen
- Scénario : Robert Mark Kamen
- Musique : Bill Conti
- Direction artistique : Christopher Burian-Mohr
- Décors : William F. Matthews
- Photographie : Steve Yaconelli
- Son : Barry Thomas
- Montage : John G. Avildsen et John Carter
- Production : Jerry Weintraub
  - Coproductrice : Karen Trudy Rosenfelt
  - Producteur délégué : Sheldon Schrager
  - Producteur associé : Doug Seelig
- Sociétés de production : Columbia Pictures et Weintraub International Group
- Sociétés de distribution : Columbia Pictures (États-Unis), Columbia TriStar Films (France)
- Budget : 12 500 000 $[2]
- Pays d'origine :  États-Unis
- Langue originale : anglais
- Format : couleur - 35 mm - 1,85:1 - son Dolby
- Genre : action, drame, arts martiaux
- Durée : 112 minutes
- Dates de sortie[3] :
  -  États-Unis : 15 avril 1989 (New York)
  -  États-Unis : 30 juin 1989
  -  France : 19 juillet 1989
- Classification :
  - Tous publics en France
  - Classification (MPAA) :  PG (accord parental souhaitable)

## Distribution
- Ralph Macchio (VF : Luq Hamet) : Daniel LaRusso
- Pat Morita (VF : Gérard Hernandez[4])  : M. Kesuke Miyagi
- Thomas Ian Griffith (VF : Pascal Renwick) : Terry Silver
- Sean Kanan (VF : Thierry Ragueneau) : Mike Barnes
- Robyn Lively (VF : Dominique Chauby) : Jessica Andrews
- Martin Kove (VF : Patrice Keller) : John Kreese
- Randee Heller (VF : Évelyne Séléna) : Lucille LaRusso
- Jonathan Avildsen : Snake
- Christopher Paul Ford : Dennis
- Jan Tříska : Milos
- Glenn Medeiros : lui-même
- Pat E. Johnson (en) (VF : Georges Berthomieu) : l'arbitre

## Production

### Genèse et développement
L'histoire se déroule peu après le second film (qui lui se passait six mois après la fin du premier). En effet, Daniel et Miyagi reviennent de leur voyage à Okinawa, ce qui fait qu'en tout, une seule année s'est écoulée à travers les trois films. Or à l'époque du premier opus (sorti en 1984), Ralph Macchio était âgé de 23 ans alors qu'ici, il en a 28. Par ailleurs, un autre élément confirme l'incohérence temporelle dans l'histoire : la présence du chanteur Glenn Medeiros dont la carrière a débuté... en 1987.
Dans ce troisième volet, Daniel rencontre une nouvelle fille, Jessica. Mais contrairement aux deux films précédents, le jeune champion de karaté ne dépasse pas le stade de simple amitié avec cette dernière. De plus, elle quitte l'histoire peu avant le championnat.

### Attribution des rôles
Randee Heller reprend son rôle de Lucille, la mère de Daniel, le temps d'une petite apparition au téléphone. C'est l'idée de Ralph Macchio de l'inclure dans l'intrigue pour expliquer son absence.
Premier rôle au cinéma de Thomas Ian Griffith, celui du cruel Terry Silver. Alors que son personnage est censé approcher la quarantaine d'années, Griffith était en réalité âgé de 27 ans à la sortie du film (soit quelques mois de moins que Ralph Macchio).
Jonathan Avildsen, le fils du réalisateur John G. Avildsen, a fait des essais filmés pour le rôle de Mike Barnes. Les résultats sont positifs mais le rôle est décroché par Sean Kanan. Le personnage de "Snake" Silver, le fils de Terry, est donc écrit spécialement pour lui.

### Tournage
Le tournage a eu lieu en Californie : à Los Angeles (notamment l'Ennis House, Northridge, etc.), Santa Monica, les Warner Bros. Studios de Burbank.
Paula Abdul a chorégraphié les séquences de danse.

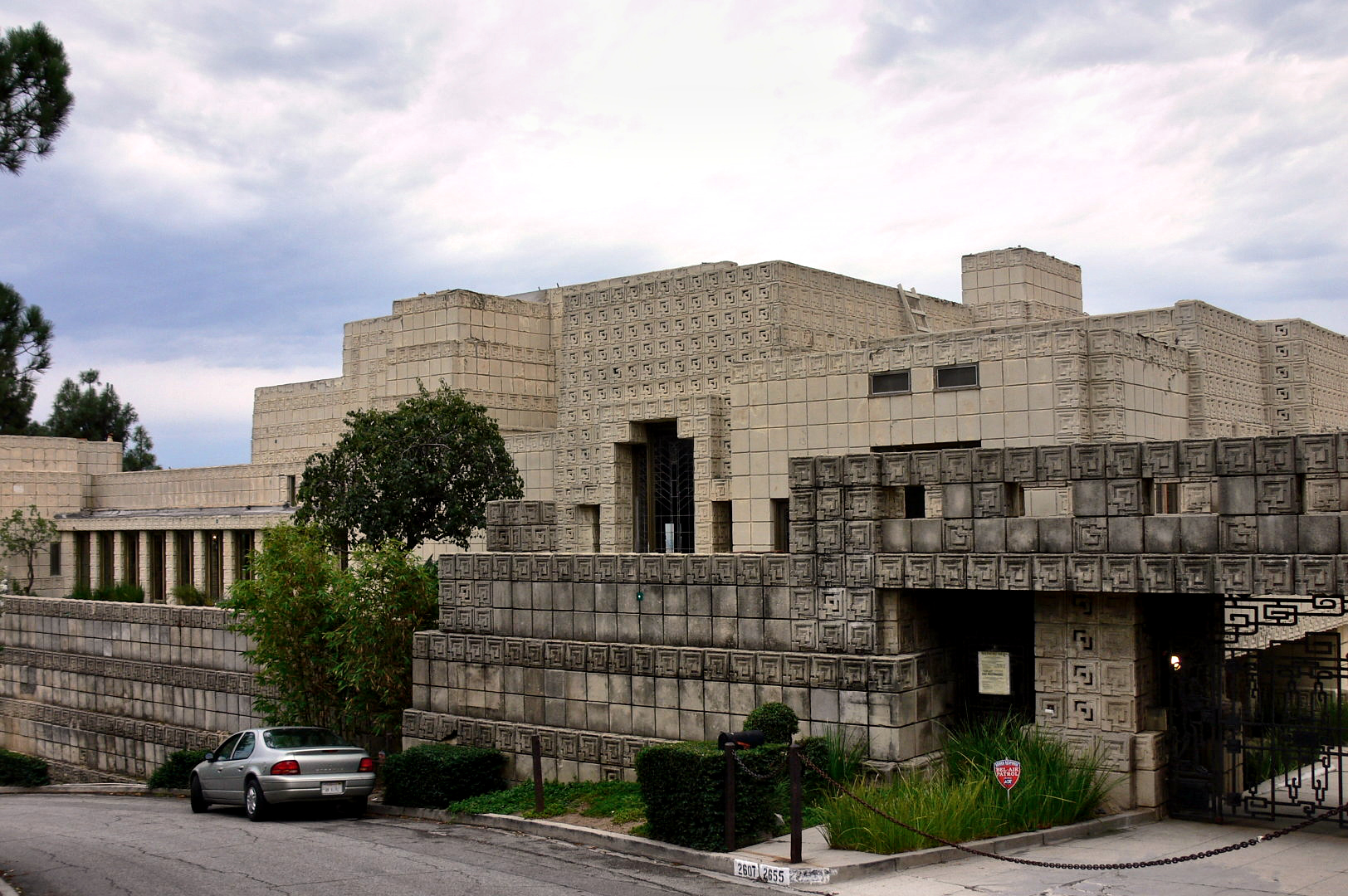
Ennis House
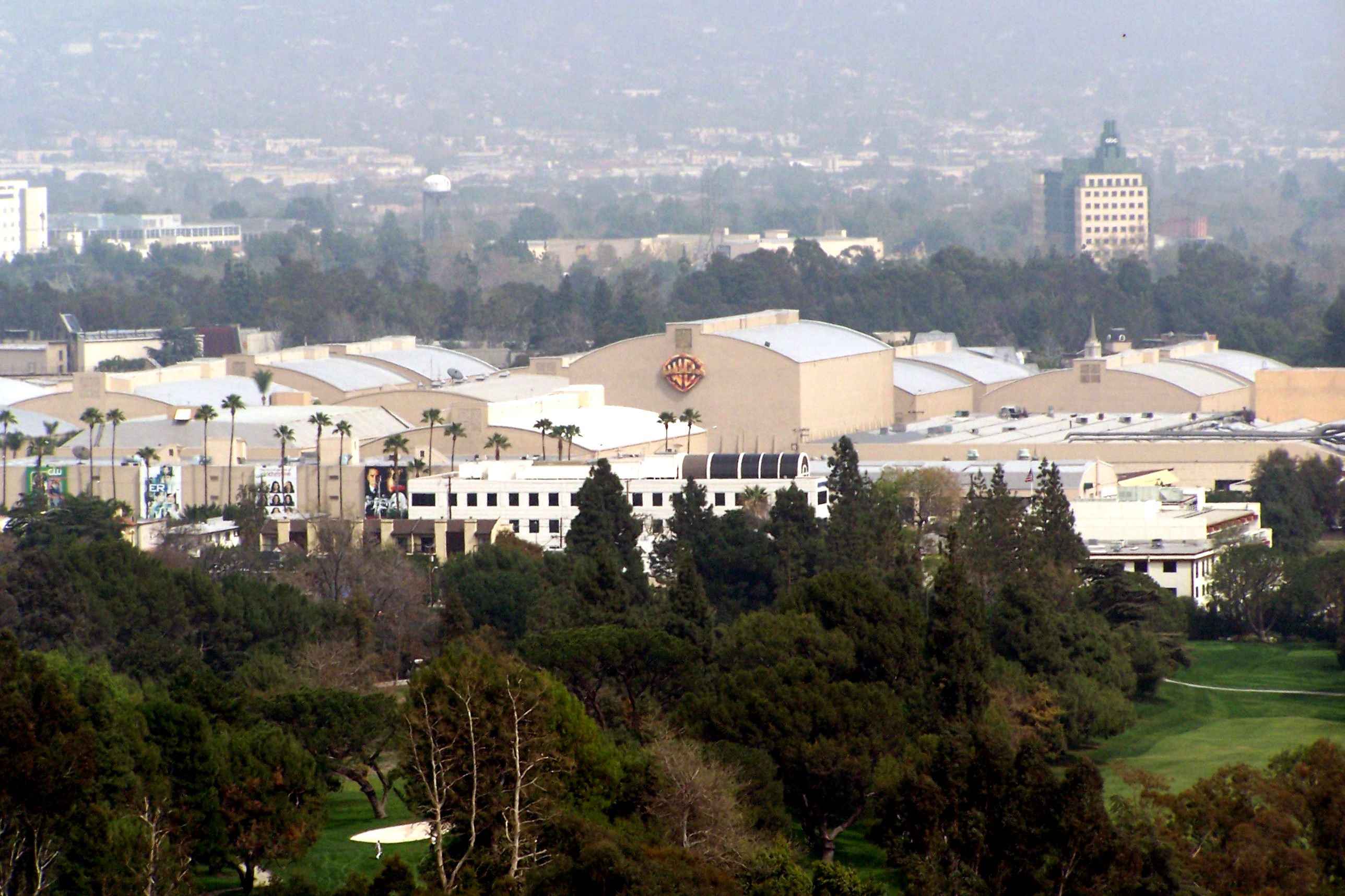
les Warner Bros. Studios

### Musique
Bandes originales de Karaté Kid
Karaté Kid : Le Moment de vérité 2
(1986) Miss Karaté Kid
(1994)
La musique du film est composée par Bill Conti, qui avait déjà écrite celles des deux précédents volets. Cependant, l'album commercialisé par MCA contient principalement des chansons interprétées notamment par Glenn Medeiros (qui apparait sur scène dans le club) ou encore The Pointer Sisters.
Liste des titres
1. Listen to Your Heart (interprété par Little River Band) - 4:51
2. Under Any Moon (interprété par Glenn Medeiros) - 3:47
3. This Could Take All Night (interprété par Boys Club) - 4:40
4. I Can't Help Myself (When It Comes to You) (interprété par Glenn Medeiros) - 4:21
5. The First Impression (interprété par Jude Cole) - 3:34
6. Summer in the City (interprété par The Pointer Sisters) - 4:03
7. Out for the Count (interprété par Winger) - 2:51
8. 48 Hours (interprété par Pretty Boy Floyd) - 3:05
9. In a Trance (interprété par Money Talks) - 3:47
10. Love Theme from the Karate Kid (composé par Bill Conti) - 4:11

## Accueil
Le film reçoit des critiques globalement négatives. Sur l'agrégateur américain Rotten Tomatoes, il récolte 15% d'opinions favorables pour 33 critiques et une note moyenne de 3,97⁄10, avec comme consensus un manque d'inspiration et une pâle copie du premier film. Sur Metacritic, il obtient une note moyenne de 36⁄100 pour 12 critiques.
Dans une interview en 2000, le réalisateur John G. Avildsen émet un avis très négatif sur son propre film le qualifiant même comme une « horrible imitation du premier film ». Il est du même avis que Ralph Macchio et ajoute que faire ce film a été une très mauvaise expérience notamment en raison des réécritures incessantes du script pendant le tournage.
Côté box-office, l'accueil est aussi mitigé que celui de la presse. Aux États-Unis, le film ne récolte que 38 956 288 $, bien loin des résultats des deux premiers films. En France, les résultats sont également en deçà du nombre de spectateurs des deux précédents volets, avec seulement 761 479 entrées.

## Distinctions
En guise de seules distinctions, Karaté Kid 3 est nommé dans cinq catégories des Razzie Awards 1990 : pire film, pire acteur pour Ralph Macchio, pire second rôle masculin pour Pat Morita, pire réalisateur pour John G. Avildsen et pire scénario pour Robert Mark Kamen.